# Bridgeport Sound Tigers
Bridgeport Sound Tigers – drużyna hokejowa grająca w American Hockey League w dywizji wschodniej, konferencji wschodniej. Drużyna ma swoją siedzibę w Bridgeport w Stanach Zjednoczonych. Drużyna podlegała zespołom Tampa Bay Lightning, Toronto Maple Leafs, Chicago Blackhawks i New York Islanders (2006–2007). Miała filię Pensacola Ice Pilots (ECHL). 
- Rok założenia: 2001
- Barwy: granatowo-pomarańczowe
- Trener: Dan Marshall
- Manager: Garth Snow
- Hala: Arena at Harbor Yard

## Osiągnięcia
- Mistrzostwo dywizji: 2002, 2012
- Mistrzostwo konferencji: 2002
- Mistrzostwo w sezonie zasadniczym: 2002
- F.G. „Teddy” Oke Trophy: 2002, 2012